# 林樂培
林樂培（英語：Doming Lam，1926年8月5日—2023年1月11日），原名林巒培，出生於澳門，祖籍廣東南海。被稱為「香港新音樂之父」，其生平曾刊載在高庫（Grove's）音樂及音樂家詞典2001版本當中，被日本作曲界譽為「亞洲五巨匠」之一。
12歲於澳門聖若瑟修院隨司馬榮（Guilherme Wilhelm Schmid，1910-2000）學習小提琴，並參與司馬榮所指揮的修院合唱團和弦樂團。其後因家道中落而綴學。1945年移居香港，加入了中英交響樂團，隨富亞（Arrigo Foa，1900-1981）學習小提琴，並任聖母無原罪主教座堂和玫瑰堂的合唱團指揮和導師。

## 職業生涯
1954年至1958年於加拿大多倫多大學及皇家音樂院研讀音樂，後獲作曲家文憑。1960年至1963年於美國南加州大學隨羅沙研習電影音樂及電影製作。1965年返港，以香港管弦協會主辦個人作品發表音樂會。1965年至1971年任麗的電視編導，製作文化及綜合性節目。1973年任亞洲作曲家同盟成立大會籌備委員，於1973年至1983年獲選為香港區主席，及1980年至1990年之大會秘書長。
1977年協助創辦香港作曲家及作詞家協會，之後任理事期1977年至1994年。1979年至1993年間任香港中樂團名譽顧問及客席指揮。1980年赴西德塔木士達現代音樂中心研究新音樂。1981年至1985年間為香港電台製作50輯「樂壇精英」電視節目。1983年將亞洲作曲家同盟香港區會改組為香港作曲家聯會，任名譽會長。1983年至1989年間受澳門文化司邀請任音樂總監，將15位業餘音樂小組發展成有定期音樂會的50人小交響樂團。1986年至1994年間受聘於香港大學為駐校作曲家兼講師。1989年至1994年間任香港中文大學音樂系高級講師。1988年主辦「亞洲作曲家同盟與國際現代音樂協會聯合音樂節」，並任評審團任主席，評審團成員包括武满彻、范尼豪、周文中等。
1994年退休，移居多倫多，繼續為教會創作。
2023年1月11日清晨安詳離世，享年96歲。

## 個人生活
林樂培於1969年結婚，妻子文綺貞是地產商文洪磋的長女。後離異。。

## 主要作品

### 管弦樂
- 曙光 (1997)
- 天保讚交響序曲 (1988)
- 對比 (1981)
- 昆蟲世界（二）(1981)
- 太平山下 (rev 1979)
- 天籟 (1978)
- 形像 (rev 1977)
- 謝灶君 (1976)
- 古曲新譯 (rev 1971)
- 弦樂隨筆 (1958)

### 管弦樂（中樂）
- 夢審竇娥 (1989)
- 功夫 (1987)
- 問蒼天 (1981)
- 昆蟲世界 (1979)
- 秋決 (1978)

### 室樂
- 風雲變 (1990)
- 突破（二）(1976)
- 渭城曲 (1966)
- 古舞曲三首 (1963)
- 民歌雅集 (1963)
- 板橋道情 (1962)
- 東方之珠 (1961)
- 遣興樂三首 (1958)
- 輪迴 (1958)
- 鋼琴研究之一 (1954)

### 鋼琴獨奏
- 古曲新譯 (rev 1971)
- Seven Popular Chinese Folk Songs (1962)
- 舅舅組曲  (for young pianists) (1960)
- 小序及諧謔曲 (1959)

### 聲樂
- 禮樂集 (1994)
- 感恩經 (1994)
- 兩相歡 (1980)
- 李白驪歌兩首 (1964)
- 李白夜詩三首 (1957)
- 初耕集 (1953-57)

### 合唱
- 天主經 (1973)
- 塵埃不見咸陽橋 (1983)
- A Silent Prayer (1981)
- 伸出仁愛的手 (1979)
- Missa Laudis (1962)
- Gloria Patri (1961)
- Ah! Sunflower (1958)
- Panis Angelicus (1956)

### 現代舞音樂
- Triptych (1982)
- 洪荒什記 (1981)

## 出版刊物
- 《塵埃不見咸陽橋》 "The War Bridge." 1999.
- 《李白夜詩三首》 "1999.
- "Two Farewell Songs." 1999.
- "Ah! Sunflower." 1999.

## 曾獲獎項
- 1976年香港市政局頒發文藝創作首獎（管弦樂組）
- 1988年澳門總督文禮治授予文化功蹟勳章
- 1988年獲香港藝術家聯盟頒首屆作曲家年獎
- 1991年獲香港大學學生會頒贈「最佳教學獎」
- 1993年《秋決》獲選為廿世紀華人經典作品，在北京頒獎
- 1995年因《李白夜詩三首》在台北總統府發表，由李登輝總統代表致送紀念品
- 1999年獲香港作曲家及作詞家協會頒贈CASH音樂成就大獎